# Gregorio Tébar Pérez
Gregorio Tébar Pérez, conocido profesionalmente como El Inclusero (Albacete, 17 de marzo de 1946), es un matador de toros español. 

## Debut sin picadores
El 11 de agosto de 1963 debutó como novillero sin picadores en la plaza de toros de Alicante, compartió cartel  con Francisco Criado El Chato de Alicante, y Enrique Martínez El Quieto. Toreó cinco novilladas seguidas en Alicante, una en Torre-Pacheco (Murcia) y otra en San Vicente del Raspeig (Alicante). Con este corto número de actuaciones despidió el año 1963, habiendo toreado siete tardes y estoqueó once novillos en total. Con tan solo siete festejos toreados y once becerros estoqueados y debutó como novillero con picadores.

## Debut con picadores
Debutó como novillero con picadores el 1 de abril de 1964 en la plaza de Vista Alegre (Madrid), con novillos de la ganadería de Emilio Arroyo, acompañado por Juan Calleja y Bienvenido Luján, obtuvo dos orejas de su faena que le mereció la salida a hombros por la puerta grande de la plaza, fue llevado por la afición hasta el Puente de Toledo. Toreó siete novilladas seguidas en dicha plaza de toros, llenando el coso de Carabanchel Bajo. En 1965 toreo de nuevo en la feria de San Isidro en dicha plaza, acompañado por Tomas Parra y Pedro Amengual El Carloteño. En esos dos años toreo 8 tardes en Vista Alegre. Y su presentación en el mes de junio, en "la feria del campo" en la Monumental de las Ventas, Triunfando en las 3 novilladas, cortando un total de 4 orejas.
En las dos temporadas en la que figuró como novillero con picadores lidió en ciento siete novilladas, cortó ciento cincuenta orejas y treinta y cinco rabos. En su presentación en Barcelona el 25 de julio de 1964 gozó de un gran cartel en el que se anunció con El Monaguillo y Paco Moreno. Cortó las cuatro orejas a los novillos de la ganadería Sevillana de Ximénez de Sandoval que lidió. La afición le llevó en hombros hasta el hotel Comercio en la calle de Escudillers en las Ramblas. Como hecho histórico aconteció que horas después un grupo de aficionados que comentaban tal actuación, en los famosos corrillos de las Ramblas volvieron a pasearle en hombros, esta segunda vez vestido de paisano.
Hizo su presentación el 12 de junio de 1965 en Las Ventas con motivo de la Feria del Campo que se celebró durante todo el mes de junio, anunciado con Joaquín Camino y Paquito Pallarés (que resultó herido de gravedad). Se lidiaron novillos de la ganadería brava Castillejos y Barcial, triunfó tras obtener las dos orejas de un novillo de la entonces ganadería Escudero Calvo más tarde Victorino Martin. Esa tarde compartieron cartel con el José Luis Teruel “El Pepe” y José María Susoni.

## Alternativa
Tomó la alternativa en Valencia el 19 de marzo de 1966 con toros de la ganadería del Marqués de Domecq, fue el padrino de alternativa Antonio Ordóñez y Paco Pallarés como testigo de ceremonia, el toro de la alternativa se llamaba Jovenzuelo, de 545 kilos. Le cortó una oreja, y al final del festejo salió a hombros de una multitud de aficionados.
Se presentó como matador de toros en la plaza de Alicante el 3 de abril de 1966, anunciado junto a Vicente Blau El Tino y Francisco Antón Pacorro, se lidiaron toros de Dionisio Rodríguez.; logró salir a hombros. Ese mismo año en la Feria de Hogueras toreó el día 22, compartió cartel con Antonio Ordóñez y Miguel Báez el Litri. Cortó dos orejas triunfo que le permitió salir a hombros de la afición junto a sus dos padrinos de alternativa .

## Confirmación de la alternativa
La confirmación de la alternativa fue el 18 de mayo de 1966 en las Ventas durante la Feria de San Isidro, con  Miguel Báez 'Litri' de padrino –que sustituía a Antonio Ordóñez– y de testigo actuó Andrés Vázquez Nono; el toro de la confirmación fue Cocedor, del Marqués de Domecq. El diestro albaceteño  dio tres clamorosas vueltas al ruedo a la muerte de su primer toro tras obtener dos orejas y el rabo de astado. Al día siguiente ante toros de Pablo Romero, y acompañado por Joaquín Bernado, y Andrés Vázquez; obtuvo una oreja. A partir de su presentación en Las Ventas se convirtió durante veintisiete años en un torero respetado y querido por la afición de Madrid. A raíz de llevar la gestión de la plaza de Las Ventas los Hermanos Lozano, y por posturas encontradas y falta de acuerdo en lo económico, no volvió a torear en la plaza donde había obtenido tantos triunfos.
Regresó a la plaza de las Ventas el 19 de septiembre de 1967, donde se devuelve al corral el toro de su lote de la ganadería de Arcadio Albarran, con el siguiente astado realizó una gran faena y le cortó una oreja, con fuerte petición por parte del público de la segunda. El 14 de agosto de 1977 hizo una faena de veinte muletazos a un toro de Moreno de la Cova.  
Se anunció en Madrid el 31 de agosto de 1980. Ante un toro de Louro Fernández de Castro al que realizó hizo una gran faena, tuvo dos avisos y dos vueltas al ruedo con ovació. El crítico taurino Joaquín Vidal, en la crónica del día siguiente en el diario El País, título: «Vengan pañuelos blancos para ver torear a El Inclusero.»

## Debut en América
El Inclusero debutó en América en la plaza de toros de Barinas (Venezuela) el 12 de octubre de 1966) con toros de la ganadería mexicana de El Rocío, realizó el paseíllo con Curro Girón, y Efraín Girón, resultando un éxito el festejo por lo que el día 18 de diciembre hizo su debut en el Nuevo Circo de Caracas, nuevamente ante toros mexicanos de El Rocío, realizó una faenas de muleta de gran calidad que la afición en pie acompañó con los gritos de "torero, torero...", pero perdió los trofeos por el mal manejo de la espada. Dio dos clamorosas vueltas al ruedo, después recibir dos avisos. En febrero del año siguiente (1967) se presentó en la plaza de toros de Santa Maria de Bogotá, alternando con Pepe Cáceres, y José Fuentes Sánchez, perdió los trofeos por el poco acierto con la espada. Toreó durante esa temporada en la plaza de toros de la Macarena en Medellín y en la plaza de Hermógenes Cumplido de Sincelejo.
Debutó en Ciudad Juárez, el 23 de febrero de 1967 en un mano a mano con Eloy Cavazos, con toros de la ganadería de Tequisquiapan, cortando trofeos. Confirmó la alternativa en el coso Monumental de Insurgentes, el 12 de marzo de 1967 de la mano de Manuel Capetillo, y de testigo Jaime Rangel que resultó herido grave por el quinto toro. Otro de los carteles en los que intervino este diestro en la México fue con Raúl García Rivera, y Alfredo Leal el 19 de marzo de 1967. El Inclusero toreo tres tardes seguidas en la Monumental de México.
El Inclusero fue de los pocos toreros que en su confirmación en México logró el triunfo. Sólo diez matadores tienen este honor en los últimos treinta años, entre un número superior total de 176 matadores.
22 de septiembre de 1968, dio dos vueltas al ruedo después de matar a su primer Victorino de la tarde,  a ese toro después de hacerle un quite de frente por detrás la afición le hizo saludar montera en mano lidió junto a El Paquiro y Paquito Ceballos. Ahora que José Tomas ha puesto de moda este quite. 
31 de agosto de 1980, actuó con el rejoneador Antonio Ignacio Vargas y Alfonso Romero. Esa tarde le hizo una memorable faena de muleta al toro llamado Luceiro de la ganadería de Louro de Castro de nuevo marró con el estoque y después de mandarle el usía dos avisos, por el nulo manejo con la espada, El Inclusero, dio tres clamorosas vueltas al ruedo. 
Debutó en Perú en la feria de la primavera en Trujillo, en 1983. Con buen éxito ante toros de la ganadería de Salamanca. Compartiendo cartel con Frascuelo, Macareno, Juan Antonio Espla, Paco Alcalde, y Ricardo Bustamante. La afición dijo que esta fue la feria más «torera de la historia de la plaza de Trujillo.»
El 3 de marzo de 1991 actuó con José Luis Seseña y Pepe Luis Martín. El Inclusero resultó cogido y herido de mucha gravedad por un toro de Jiménez Pasquau. Tardó en recuperarse dos meses y medio.
Debutó el 1 de septiembre de 1992 en Acho con muy buena suerte ante la exigente afición limeña, con toros de las ganaderías de Apóstol Santiago, acompañado por Guillermo Capetillo, y Curro Duran. Toreando varias tardes en la plazas de Acho y Trujillo y gozando de un buen cartel entre la afición limeña. El 3 de septiembre de 1992 la Municipalidad de Miraflores, siendo alcalde Alberto Andrade Carmona, se le otorgó un diploma que dice por su maestría y arte en el toreo demostrada en la plaza de Acho.[cita requerida]
Volvió a la plaza de Trujillo y triunfó y salió en hombros de la afición, el 4 de octubre de 1993, ante toros de Santiago Apóstol y Puga, acompañado por Freddy Villafuerte.
Debutó en Ecuador en la feria del Señor del Buen Suceso en Riobamba toreando dos festejos, uno el 24 de abril de 1997, para darle la alternativa al torero local Juan Alonso Dávila, siendo testigo José Luis Bote ante toros de Atillo. Día 25 con toros de la misma ganadería, y acompañado por el rejoneador colombiano Darío Chica y Rodrigo Marín, dejando buen sabor en la mente de la afición ecuatoriana.
Nunca se corto la coleta. Se despidió de la afición alicantina con la edad de 60 años en las corridas de hogueras de 2006. Ante una descastada corrida de toros de 
Cebada Gago, le acompañaron luis Vilches y López Chávez. 
Fue director artístico de la Escuela Taurina de Alicante y en estuvo al frente de ella 2 años, dejó constancia de su sabiduría profesional realizando una labor tan positiva que produjo sus frutos, ya que varios de sus alumnos fueron matadores de toros, Luis Jose Amador, Juan Carlos Ruiz, Julio Martinez, Paquito Cervantes, y varios novilleros con picadores.
La última actuación fue el 18 de junio de 2006, en Alicante, como despedida de la afición local, que no del toreo. Ha toreado alrededor de 1000 festejos, entre novilladas, corrida de toros y festivales.
El mal manejo con el acero le privó en su momento de varias salidas a hombros de las plazas de toros de la categoría de  Sevilla, Lima, Bogotá, Caracas, (varias tardes en Madrid Monumental y Vista Alegre), Alicante, Benidorm, y Valencia.
Fue paseado en hombros por la afición de Madrid la tarde del 14 de septiembre de 1967, después de que le concediesen una oreja de un toro de Villagodio.
En la plaza de toros de Valencia, en la fecha de 10 de agosto de 1975, al marrar con la espada, después de realizar una de sus grandes faenas, a un toro de Sanchez Arjona, fue paseado y sacado en hombros por la afición valenciana por la puerta grande.

## Estadísticas
- Ha toreado 100 tardes en la comunidad de Madrid con 50 paseíllos en las Ventas.
- En la plaza de La Chata del Barrio de Carabanchel hizo el paseíllo 20 veces entre novilladas y corridas de toros.
- 50 tardes son las que ha hecho el paseíllo en el coso de Las Ventas. Cortó 11 orejas, y dio 20 vueltas al ruedo. Tres faenas memorables, tres salidas en hombros que pudieron cambiar el rumbo de su carrera.
- 20 tardes en Barcelona.
- 51 tardes entre novilladas, festivales y corridas de toros. en Alicante. (Capital)
- 35 tardes en Benidorm. (Alicante)
- 10 tardes en Colmenar Viejo. (Madrid)
- 10 tardes en Valencia.
- 3 Tardes en Acho Lima.
- 3 Tardes en la México.
- Debutó en México en la plaza de toros de Ciudad Juárez, junto a Eloy Cavazos, ante toros de Tequisquiapan, cortando una oreja y resultando el triunfado de la tarde.
- En Francia, toreo en las Plaza de Nimes, Arlés, (varias tardes) Béziers, Ceret, (varias tardes), Hagetmau y Vichy.
- El 19 de junio de 2016, y con motivo de sus 50 años como matador de toros, debutó e intervino en un festival con picadores en la plaza de toros de Albacete, ciudad donde nació, a beneficio del centro de Cotolengo. Junto a Rubén Pinar, Miguel Tendero, Sergio Serrano, Emilio Huertas y José Fernando Molina.

### Cogidas
En el capítulo de cogidas también fueron numerosas, veintitrés: 
- Barcelona (cuatro)
- Madrid (cuatro),
- Valencia (dos),
- Alicante (tres),
- Céret (1), Úbeda (1),
- Benidorm (dos),
- Colmenar Viejo (tres),
- San Leonardo de Yagüe,
- Soria (1, con rotura de la bolsa escrotal),
- Venturada (Madrid) (1),
- Horche, Guadalajara (1).